# Hirsholmene
Hirsholmene ist die nördlichste dänische Inselgruppe im Kattegat. Die meisten Inseln der Gruppe sind Erhebungen einer Sandbank etwa 7 km nordöstlich von Frederikshavn. Die Gesamtfläche der Inseln und einiger kleiner Sande beträgt 47 ha. Die Inseln sind seit 2024 ohne feste Bevölkerung. Seit 1934 stehen fast alle Inseln und das umliegende Meeresgebiet mit einer Fläche von 2400 ha unter Naturschutz.

## Geschichte
Tonscherbenfunde bezeugen, dass Hirsholm und Græsholm bereits in vorgeschichtlicher Zeit bewohnt waren. Drei große Bernsteinklumpen (Reg.-Nr. A 22 517 - A 22 519) wurden in 100 Metern Entfernung vom Ufer unter Rollsteinen gefunden. Urkundlich erwähnt wurde Hirsholm erstmals 1231 im Liber Census Daniæ zur Zeit des Königs Waldemar II.

## Inseln
| Insel       | Koordinaten                       | Fläche ha | Bemerkungen               |
| ----------- | --------------------------------- | --------- | ------------------------- |
| Hirsholm    | 57° 29′ 08″ N, 010° 37′ 28″ O     | 15,0      | Naturschutzgebiet bewohnt |
| Græsholm    | 57° 29′ 34″ N, 010° 36′ 30″ O     | 21,5      | Naturschutzgebiet         |
| Tyvholm     | 57° 29′ 55,1″ N, 010° 36′ 13,5″ O | 0,41      | Naturschutzgebiet         |
| Lilleholm   | 57° 29′ 31,0″ N, 010° 36′ 10,1″ O | 0,18      | Naturschutzgebiet         |
| Møgholm     | 57° 29′ 35,5″ N, 010° 36′ 00,9″ O | 0,61      | Naturschutzgebiet         |
| Pikkerholm  | 57° 29′ 47,9″ N, 010° 36′ 03,1″ O | 2,2       | Naturschutzgebiet         |
| Kovsholm    | 57° 29′ 48,1″ N, 010° 35′ 51,4″ O | 1,2       | Naturschutzgebiet         |
| Kølpen      | 57° 28′ 23,6″ N, 010° 36′ 15,8″ O | 1,2       | Naturschutzgebiet         |
| Deget       | 57° 27′ 03″ N, 010° 34′ 48″ O     | 4,8       | Naturschutzgebiet         |
| Hjellen     | 57° 27′ 03,8″ N, 010° 33′ 53,0″ O | 0,08      | kein Naturschutzgebiet    |
| Hirsholmene | 57° 29′ 07,6″ N, 010° 37′ 28,4″ O | 47        |                           |

Die beiden südlichsten Inseln Deget und Hjellen liegen relativ abseits der übrigen Hirsholmene in unmittelbarer Nähe der Küste.

### Hirsholm
1641 wurde die Kirche erbaut und eine erste Schule eingerichtet. Um 1800 lebten etwa 100 Einwohner auf Hirsholm.
Das erste Leuchtfeuer auf der Insel wurde 1838 in Betrieb genommen. Bis 1853 gehörte die Insel dem König, danach wechselten mehrere Adlige als Grundherren. In den Jahren 1860 und 1861 wird der Hafen angelegt, 1870 erreichte die Insel mit 225 Einwohnern ihre dichteste Besiedlung. Im Jahr 1884 übernahm das Marineministerium die Verwaltung der Inselgruppe. Auf Deget und Hirsholm existieren noch Bunker aus dem Zweiten Weltkrieg. 1970 wurde die Schule geschlossen. In den Sommermonaten wird die Kirche weiterhin für Gottesdienste genutzt. Sie gehört zur Kirchspielsgemeinde (dän.: Sogn) Frederikshavn Sogn, die bis 1970 zur Harde Horns Herred im damaligen Hjørring Amt gehörte, ab 1970 zur Frederikshavn Kommune im damaligen Nordjyllands Amt, die im Zuge der Kommunalreform zum 1. Januar 2007 in der „neuen“ Frederikshavn Kommune in der Region Nordjylland aufgegangen ist.
2009 lebten nur noch vier Menschen dauerhaft auf Hirsholm. Die meisten Gebäude werden als Ferienhäuser genutzt. Der letzte feste Bewohner starb 2024, nachdem nach dem Tod seiner Frau 2014 zehn Jahre lang alleine auf der Insel wohnen geblieben war.

#### Wirtschaft und Verkehr
Vom 16. bis zum 18. Jahrhundert war der Fischfang die Haupterwerbsquelle. Ein weiterer Erwerbszweig war die Lotsenfahrt, diese wurde jedoch 1916 durch die Eröffnung des Kaiser-Wilhelm-Kanal unrentabel. Auch Schmuggel und das Sammeln von Strandgut diente zum Lebensunterhalt. Von 1760 bis 1909 befand sich eine Gastwirtschaft auf der Insel. Heute werden die meisten Häuser als Ferienunterkunft genutzt. Die 1872 eingerichtete Postbootverbindung mit Frederikshavn verkehrt zurzeit 3-mal wöchentlich. Hunde und Katzen dürfen nicht auf die Insel gebracht werden.

#### Leuchtfeuer
Der erste Leuchtturm wurde 1883 in Form eines Wohnhauses mit aufgesetztem Lampenhaus und neun Meter über NN Feuerhöhe errichtet. Das jetzige 27 m hohe Leuchtfeuer wurde dann 1886 auf der Ørnehøj, der höchsten Erhebung auf Hirsholme erbaut. Als Baumaterial diente der auf der Insel vorhandene Granit. Das Leuchtfeuer Hirsholm (Internationale Nr.: C0020) hat eine Feuerhöhe von 30 Metern. Beim späteren Bau des Hafens wurde auch ein Molenfeuer (Internationale Nr.: C0024) errichtet.

### Græsholm
Græsholm ist die größte Insel der Gruppe und von Hirsholm durch den 150 m breiten und 30 cm tiefen Bredsund getrennt.

### Deget
Die südlichste Insel im Naturschutzgebiet darf betreten werden. Sie liegt etwa einen Kilometer nordöstlich des Hafens von Frederikshavn.

## Landschaft und Natur

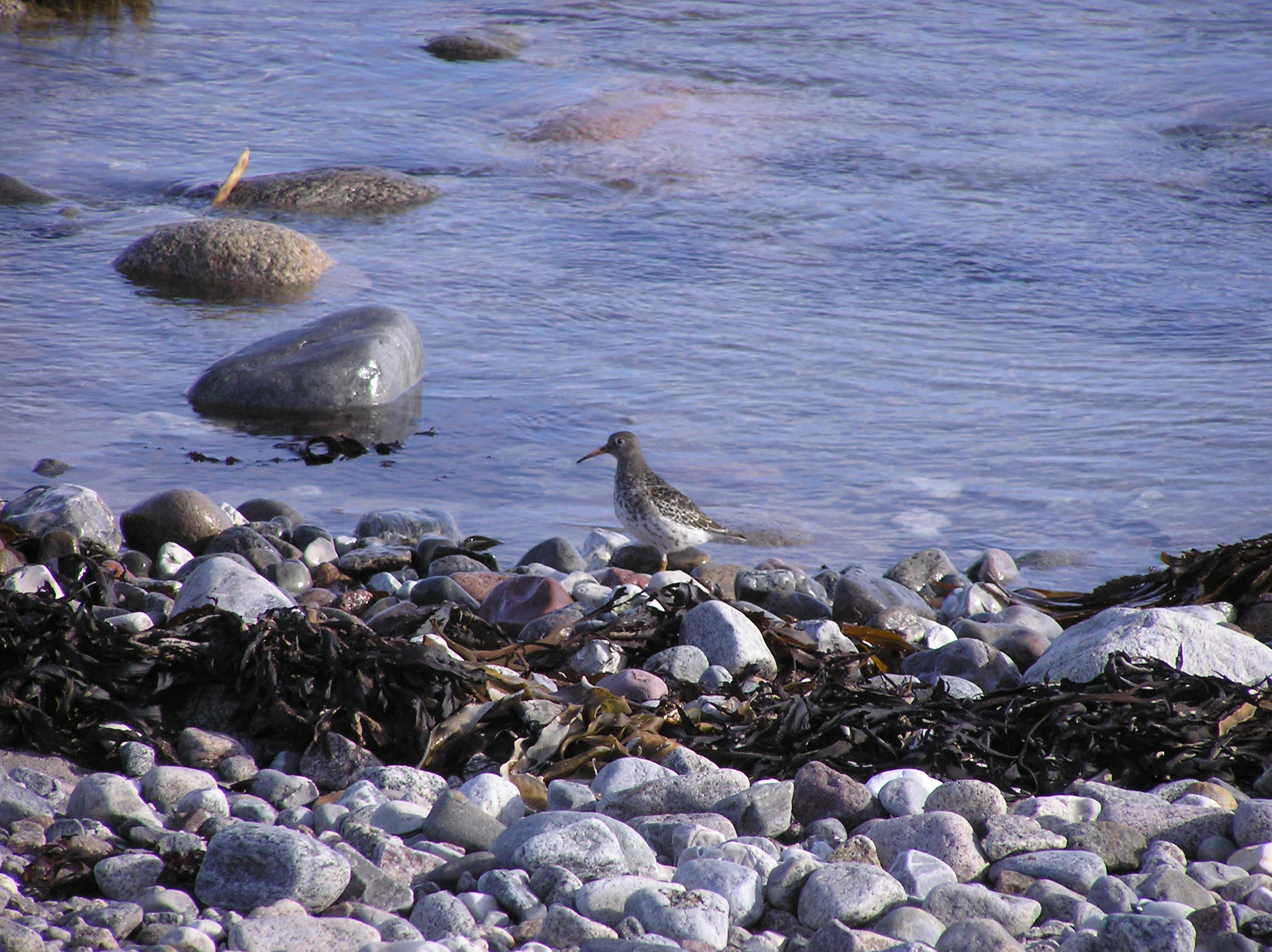
Meerstrandläufer auf Hirsholm

Die Hirsholmenen sind Teil der Ramsar-Konvention.